# Molex

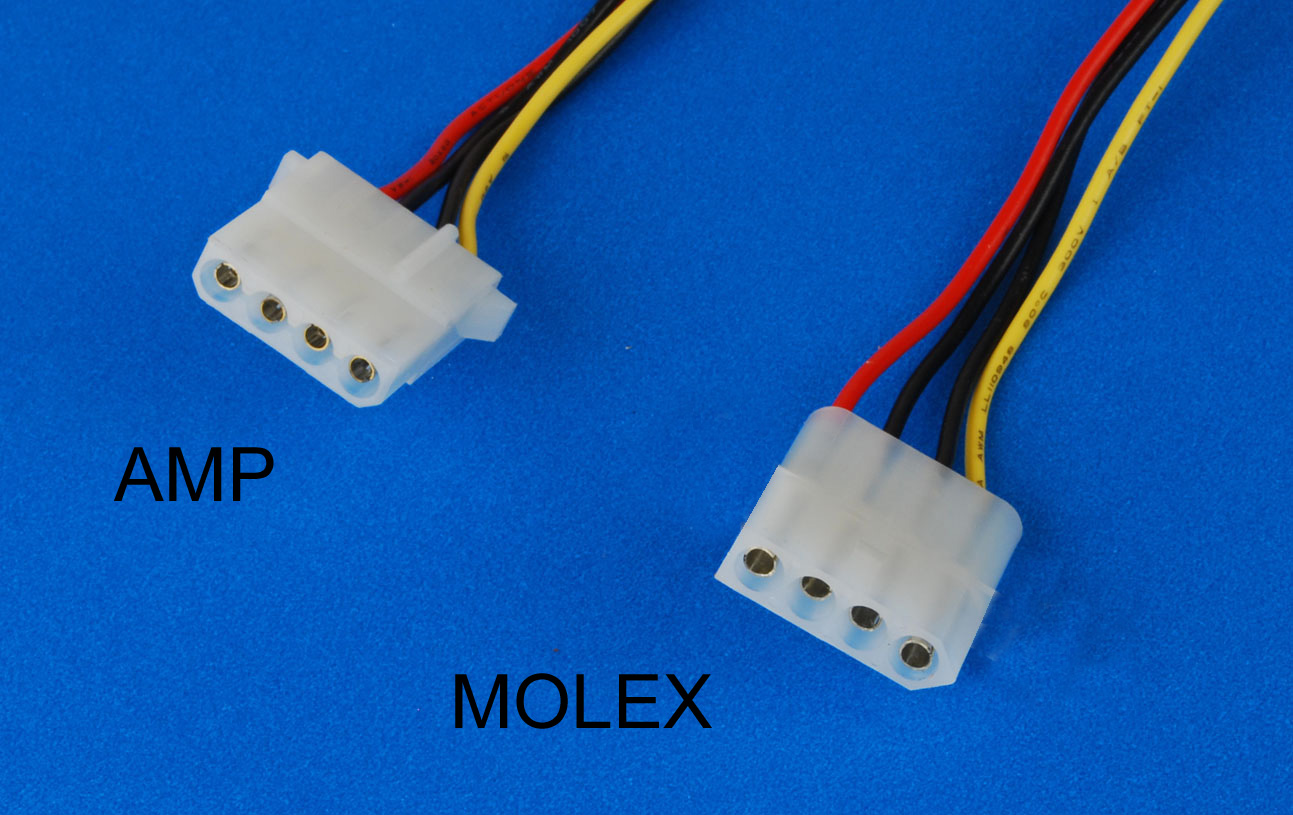
Wtyk AMP i pierwotny wtyk Molex, które nie są ze sobą kompatybilne

Molex – potoczna nazwa typu złącza rastrowego, rozpowszechnionego w wielu urządzeniach, wywodząca się od nazwy producenta Molex. Znajduje zastosowanie m.in. w komputerach oraz samochodowych instalacjach elektrycznych.

## Historia i ogólna budowa
Nazwa złącza pochodzi od firmy Molex Products Company, która upowszechniła swoje rozwiązania w latach 50. i 60. XX wieku, jednak były one objęte ochroną patentową. W 1963 roku firma AMP wprowadziła złącze Mate-N-Lok, które było podobne, lecz niekompatybilne w pierwotnym złączem firmy Molex. Z uwagi na to, że w 1976 r. zastosowano je w pierwszej stacji dysków 5,25" i uzyskało ono dużą popularność, firma Molex w 1983 r. wprowadziła złącze 8981 (na zdjęciu obok), które było z nim w pełni kompatybilne.
Wtyczki nazywane potocznie molex wykonane są z plastiku i znajdują się w nich okrągłe styki. W zależności od długości tych styków, maksymalne natężenie prądu płynącego przez wtyczkę wynosi od 5 do 8,5 A. Charakterystyczną cechą obudowy są ścięte rogi uniemożliwiające błędne podłączenie wtyczek.

## Typy złącz molex, stosowanych w komputerach.

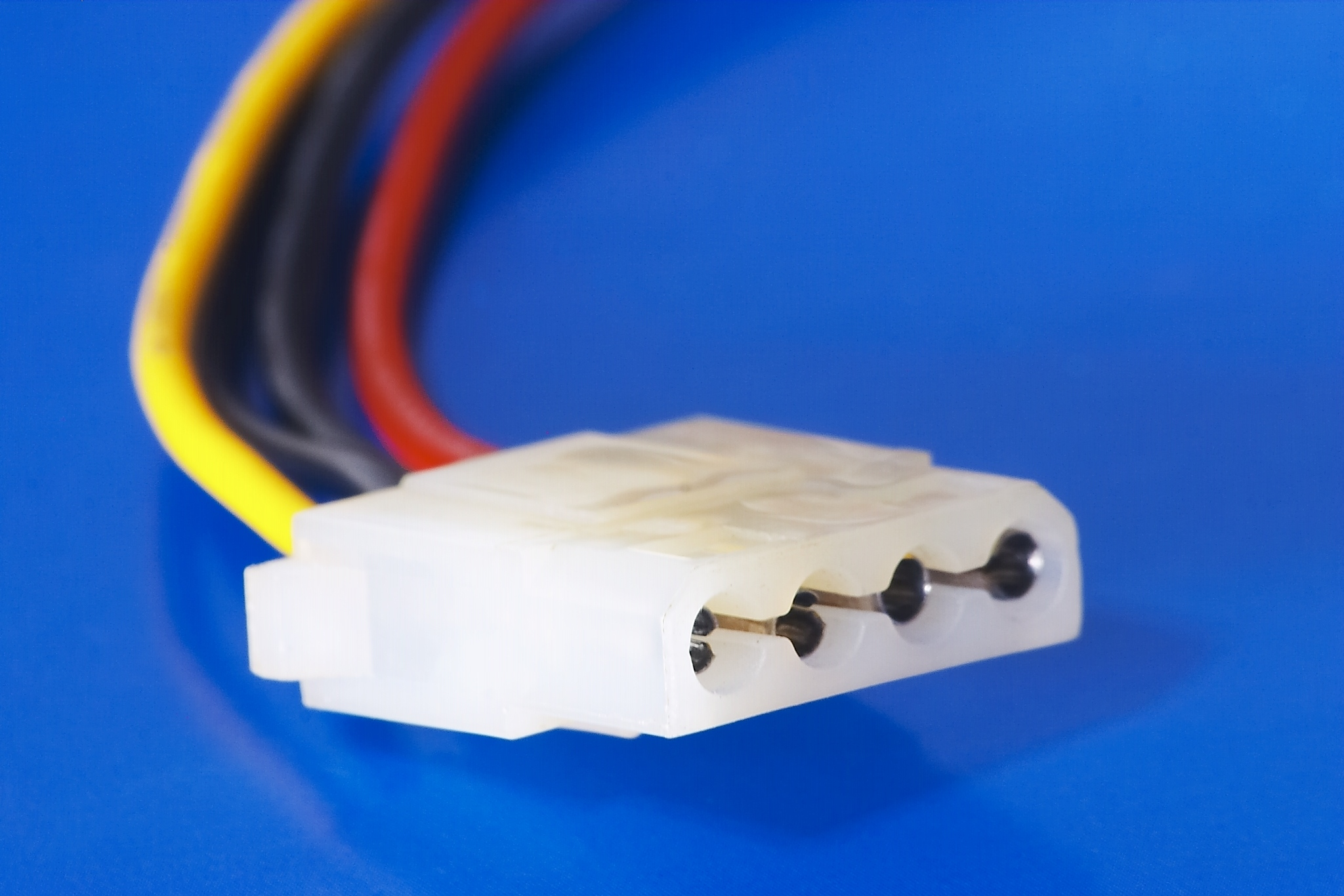
Czteropinowy wtyk molex 8981

### Złącze "Molex" czteropinowe
| Pin # | Kolor | Kolor    | Funkcja |
| ----- | ----- | -------- | ------- |
| 1     |       | Żółty    | +12 V   |
| 2     |       | Czarny   | Masa    |
| 3     |       | Czarny   | Masa    |
| 4     |       | Czerwony | +5 V    |
Wtyk czterostykowy serii 8981, jest najczęściej kojarzony z nazwą Molex. Używany był powszechnie, a obecnie coraz rzadziej, w komputerach do zasilania m.in. dysków twardych i napędów optycznych w standardzie PATA oraz czasami wentylatorów wewnętrznych obudowy. Przewód żółty służy do podawania napięcia +12 V DC, czerwony +5 V DC, a dwa czarne w środku to połączenia do masy.

### Złącze "Mini"
Jest to złącze rastrowe 2,5mm, serii EI firmy AMP. Układ kabli jest taki sam jak w złączu czterostykowym ale jest ono znacznie mniejsze. Ma także węższe zastosowanie – używane prawie wyłącznie do podłączania stacji dyskietek 3,5-calowych, ale bywa również wykorzystywane do dodatkowego zasilania niektórych kart graficznych (np. ATI Radeon 9700 Pro). Wyjście z użycia stacji dyskietek powoduje, że złącze jest nieużywane lub używane jest do podłączania paneli kontrolnych i czytników kart pamięci na przodzie komputera lub przejściówek CF-IDE.

### Złącze ATX20/ATX24
Służą jako główne złącza zasilające płyt głównych. W starszych standardach ATX używane było 20-stykowe złącze ATX20. W wersji 2.2 wprowadzono możliwość stosowania 24-pinowego złącza ATX24 będącego rozszerzeniem ATX20 o dodatkowe 4 styki. Zawierają one dodatkowe linie zasilające +3,3 V oraz +12 V, a zostały wprowadzone by sprostać wymaganiom magistrali PCI Express.
| Kolor        | Funkcja          | Nr | Nr | Funkcja          | Kolor           |
| ------------ | ---------------- | -- | -- | ---------------- | --------------- |
|              | +3.3 V           | 1  | 13 | +3.3 V           |                 |
| +3.3 V sense | +3.3 V           | 1  | 13 |                  |                 |
|              | +3.3 V           | 2  | 14 | −12 V            |                 |
|              | GND              | 3  | 15 | GND              |                 |
|              | +5 V             | 4  | 16 | sygnał włączenia |                 |
|              | GND              | 5  | 17 | GND              |                 |
|              | +5 V             | 6  | 18 | GND              |                 |
|              | GND              | 7  | 19 | GND              |                 |
|              | sygnał zasilania | 8  | 20 | (zarezerwowane)  | (zarezerwowane) |
|              | +5 V standby     | 9  | 21 | +5 V             |                 |
|              | +12 V            | 10 | 22 | +5 V             |                 |
|              | +12 V            | 11 | 23 | +5 V             |                 |
|              | +3.3 V           | 12 | 24 | GND              |                 |

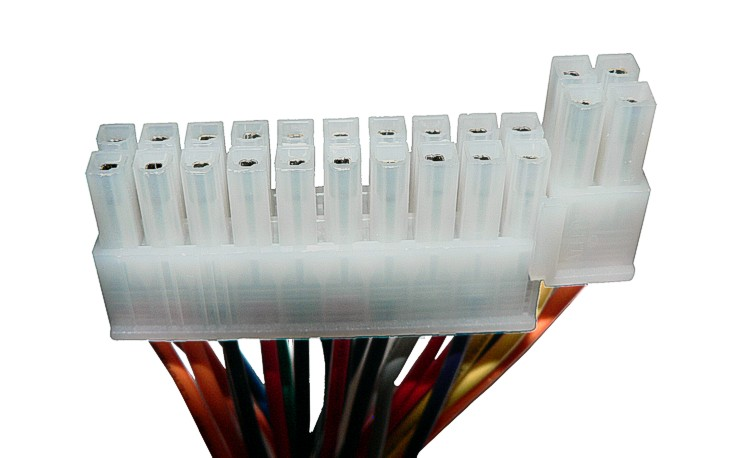
Wtyk ATX20 wraz z 4-stykowym rozszerzeniem do ATX24

- Sygnał włączenia jest sygnałem z płyty głównej do zasilacza. Kiedy sygnał ten jest przyłączony do masy (GND) (przez płytę główną), zasilanie jest włączone.

### Złącze P4
Złącze serii 5566 Mini-Fit firmy Molex z rastrem 4,2mm.
Jeśli zainstalowany procesor tego wymaga, do płyty głównej podłącza się wtyk P4 jako dodatkowe zasilanie +12 V DC stabilizujące jego pracę.

### Złącze P8/P9
W standardzie AT zasilanie było podłączane do płyty głównej za pomocą dwóch identycznych złączy. Umieszczenie ich w nieprawidłowej kolejności powoduje uszkodzenie sprzętu, dlatego przewody masy podczas instalacji muszą znajdować się obok siebie.
| Kolor | Nr   | Funkcja          |
| ----- | ---- | ---------------- |
|       | P8.1 | Sygnał zasilania |
|       | P8.2 | +5 V             |
|       | P8.3 | +12 V            |
|       | P8.4 | −12 V            |
|       | P8.5 | GND              |
|       | P8.6 | GND              |
|       | P9.1 | GND              |
|       | P9.2 | GND              |
|       | P9.3 | -5 V             |
|       | P9.4 | +5 V             |
|       | P9.5 | +5 V             |
|       | P9.6 | +5 V             |

### Złącze Mini dwustykowe
Złącze serii KK254 firmy Molex, u innych producentów występuje pod inna nazwą serii, standard rastru to 2,54mm.
Używane jest głównie do podłączania zasilania prostych wentylatorów oraz łączenia starszych stacji CD-ROM (posiadających klawisze sterujące) z kartą dźwiękową, w celu odtwarzania utworów bez pośrednictwa procesora.

### Złącze Mini trzystykowe, oraz czterostykowe
Złącze serii KK254 firmy Molex, u innych producentów występuje pod inna nazwą serii, standard rastru to 2,54 mm.
Do płyty głównej lub karty graficznej podłącza się przez nie wentylatory z czujnikiem obrotów (tachometr).

### Złącze PCI Express (P6/P8)
Złącze serii 5566 Mini-Fit firmy Molex z rastrem 4,2 mm.
Przez złącza potocznie nazywane Molex są również dodatkowo zasilane nowoczesne karty graficzne na magistralę PCI Express, które pobierają ilości energii elektrycznej rzędu setek watów. Posiadają one sześć (maksymalne obciążenie 75 W) lub osiem styków (maksymalne obciążenie 150  W).

## Przedłużacze i przejściówki
Istnieje wiele typów przejściówek złączy "Molex", np. ze złącza ATX na P6/P8 czy z czterostykowego złącza Molex na złącze zasilania Serial ATA. Istnieją również przedłużacze oraz rozgałęźniki na wypadek zbyt małej liczby wtyczek w komputerze lub ich niewystarczającej długości.